# الدوري التشيكوسلوفاكي 1991–92
الدوري التشيكوسلوفاكي 1991–92 هو الموسم 85 من الدوري التشيكوسلوفاكي ‏. أشرف على تنظيمه اتحاد جمهورية التشيك لكرة القدم، وكان عدد الأندية المشاركة فيه 16، وفاز فيه نادي سلوفان براتيسلافا.